# GU Близнецов
GU Близнецов (лат. GU Geminorum) — одиночная переменная звезда в созвездии Близнецов на расстоянии (вычисленном из значения параллакса) приблизительно 21+4
−8 тыс. световых лет (около 6,5+1,4
−2,3 килопарсек) от Солнца. Видимая звёздная величина звезды — от +15,6m до +13,8m.

## Характеристики
GU Близнецов — жёлто-белая пульсирующая переменная звезда типа RR Лиры (RRAB) спектрального класса F. Эффективная температура — около 6424 К. Период 0,390333 суток, время нарастания блеска 0,042 суток.